# Pandémie de Covid-19 en Érythrée
 (juillet 2020).
Si vous disposez d'ouvrages ou d'articles de référence ou si vous connaissez des sites web de qualité traitant du thème abordé ici, merci de compléter l'article en donnant les références utiles à sa vérifiabilité et en les liant à la section « Notes et références ».
La pandémie de Covid-19 en Érythrée démarre officiellement le 21 mars 2020. À la date du 14 janvier 2024, le bilan est de 103 morts.

## Chronologie

### 2020

#### Mars
- Le 21 mars, le premier cas en Érythrée a été confirmé à Asmara ; le cas index était un ressortissant érythréen arrivant de Norvège.
- Il y a eu 15 cas confirmés en mars. Tous les 15 sont restés actifs à la fin du mois.

#### Avril
- L'Érythrée a annoncé un confinement de 21 jours à compter du 2 avril. Ce confinement a ensuite été prolongé.
- Le 9 avril, l'Érythrée a enregistré deux nouveaux cas, deux Érythréens âgés de 30 et 62 ans, tous deux rentrés dans le pays avant l'interdiction de vol, portant ainsi le nombre total d'infections à 33.
- Le nombre total de cas confirmés a atteint 39 en avril, 24 de plus qu'en mars. 26 des 39 patients se sont rétablis en avril, laissant 13 cas actifs à la fin du mois.

#### Mai
- Le 15 mai, le ministère érythréen de la Santé a confirmé que le 39ème et dernier cas de Covid-19 dans le pays s'était complètement rétabli. Pour le reste du mois, il n'y a eu aucun cas actif.

#### Juin
- Le 13 juin, 31 autres cas positifs ont été confirmés, dont 30 étaient rentrés du Soudan et un d'Éthiopie. Au cours du mois, il y a eu 164 cas positifs, portant le nombre total de cas confirmés depuis le début de l'épidémie à 203. 53 patients se sont rétablis en juin, laissant 150 cas actifs à la fin du mois.

#### Juillet
- Il y a eu 76 nouveaux cas en juillet, portant le nombre total de cas confirmés à 279. 172 patients se sont rétablis en juillet, laissant 54 cas actifs à la fin du mois.

#### Août
- Il y a eu 39 cas en août, portant le nombre total de cas confirmés à 318. 59 patients se sont rétablis en août, laissant 34 cas actifs à la fin du mois[3].

#### Septembre
- En septembre, il y a eu 57 nouveaux cas et 57 patients rétablis, portant le nombre total de cas confirmés à 375. Le nombre de cas actifs est resté à 34[4].

#### Octobre
- En octobre, il y a eu 88 nouveaux cas, portant le nombre total à 463. 71 patients se sont rétablis, laissant 51 cas actifs à la fin du mois[5].

## Statistiques

Nombre de cas en Érythrée depuis le début de l'épidémie.

Nombre de morts en Érythrée depuis le début de l'épidémie.

#### Novembre
- En novembre, il y a eu 114 nouveaux cas, portant le nombre cumulé à 577. 86 patients se sont rétablis, laissant 79 cas actifs à la fin du mois[6].

#### Décembre
- En décembre, il y a eu 743 nouveaux cas et trois décès, portant le nombre de cas à 1 320 dont 3 décès. 178 patients se sont rétablis, laissant 641 cas actifs à la fin du mois[7].

### 2021

#### Janvier
- En janvier, il y a eu 815 nouveaux cas et quatre décès, portant le nombre de cas à 2 135 dont 7 décès. 918 patients se sont rétablis, laissant 534 cas actifs à la fin du mois[8].

#### Février
- En février, il y a eu 712 nouveaux cas, portant le nombre de cas à 2 847 dont 7 décès. 659 patients se sont rétablis, laissant 587 cas actifs à la fin du mois[9].

#### Mars
- En mars, il y a eu 438 nouveaux cas et trois décès, portant le nombre de cas à 3 285 dont 10 décès. 776 patients se sont rétablis, laissant 246 cas actifs à la fin du mois[10].

#### Avril
- En avril, il y a eu 388 nouveaux cas et deux décès, portant le nombre de cas à 3 673 dont 12 décès. 467 patients se sont rétablis, laissant 165 cas actifs à la fin du mois[11].

#### Mai
- En mai, il y a eu 421 nouveaux cas et deux décès, portant le nombre de cas à 4 094 dont 14 décès. 352 patients se sont rétablis, laissant 227 cas actifs à la fin du mois[12].

#### Juin
- En juin, il y a eu 1 015 nouveaux cas et neuf décès, portant le nombre de cas à 6 009 dont 23 décès. 759 patients se sont rétablis, laissant 474 cas actifs à la fin du mois[13].

#### Juillet
- En juillet, il y a eu 538 nouveaux cas et douze décès, portant le nombre de cas à 6 547 dont 35 décès. 932 patients se sont rétablis, laissant 68 cas actifs à la fin du mois[14].

#### Août
- En août, il y a eu 95 nouveaux cas et trois décès, portant le nombre de cas à 6 642 dont 38 décès. 146 patients se sont rétablis, laissant 14 cas actifs à la fin du mois[15].

#### Septembre
- En septembre, il y a eu 80 nouveaux cas et quatre décès, portant le nombre de cas à 6 722 dont 42 décès. 45 patients se sont rétablis, laissant 45 cas actifs à la fin du mois[16].

#### Octobre
- En octobre, il y a eu 112 nouveaux cas et trois décès, portant le nombre de cas à 6 834 dont 45 décès. 97 patients se sont rétablis, laissant 57 cas actifs à la fin du mois[17].

#### Novembre
- En novembre, il y a eu 524 nouveaux cas et 15 décès, portant le nombre de cas à 7 358 dont 60 décès. 364 patients se sont rétablis, laissant 202 cas actifs à la fin du mois[18].

#### Décembre
- En décembre, il y a eu 653 nouveaux cas et 16 décès, portant le nombre de cas à 8 011 dont 76 décès. 650 patients se sont rétablis, laissant 189 cas actifs à la fin du mois[19].

### 2022

#### Janvier
- En janvier, il y a eu 1 525 nouveaux cas et 22 décès, portant le nombre de cas à 9 536 dont 98 décès. 1 470 patients se sont rétablis, laissant 222 cas actifs à la fin du mois[20].

#### Février
- En février, il y a eu 165 nouveaux cas et cinq décès, portant le nombre de cas à 9 701 dont 103 décès. 378 patients se sont rétablis, laissant quatre cas actifs à la fin du mois[21].

#### Mars
- En mars, il y a eu 27 nouveaux cas, portant le nombre de cas à 9 728 dont 103 décès. 26 patients se sont rétablis, laissant cinq cas actifs à la fin du mois[22].

#### Avril
- En avril, il y a eu six nouveaux cas, portant le nombre de cas à 9 734 dont 103 décès. 11 patients se sont rétablis, laissant aucun cas actif à la fin du mois[23].

#### Mai
- En mai, il y a eu 30 nouveaux cas, portant le nombre de cas à 9 764 dont 103 décès. 21 patients se sont rétablis, laissant neuf cas actifs à la fin du mois[24].

#### Juin
- En juin, il y a eu 35 nouveaux cas, portant le nombre de cas à 9 799 dont 103 décès. 31 patients se sont rétablis, laissant 13 cas actifs à la fin du mois[25].

#### Juillet
- En juillet, il y a eu 246 nouveaux cas, portant le nombre de cas à 10 045 dont 103 décès. 121 patients se sont rétablis, laissant 138 cas actifs à la fin du mois[26].

#### Août
- En août, il y a eu 110 nouveaux cas, portant le nombre de cas à 10 155 dont 103 décès. 243 patients se sont rétablis, laissant cinq cas actifs à la fin du mois[27].

#### Septembre
- En septembre, il y a eu 18 nouveaux cas, portant le nombre de cas à 10 173 dont 103 décès. 18 patients se sont rétablis, laissant cinq cas actifs à la fin du mois[28].

#### Octobre
- En octobre, il y a eu 16 nouveaux cas, portant le nombre de cas à 10 189 dont 103 décès. 17 patients se sont rétablis, laissant quatre cas actifs à la fin du mois[29].

## Mesures préventives
Par mesure de précaution, le gouvernement a exhorté les gens à ne pas voyager vers ou depuis le pays et, depuis le 11 mars 2020, mettait en quarantaine tous les voyageurs entrants qui se sont récemment rendus en Chine, en Italie, en Corée du Sud ou en Iran.
Le gouvernement a mis en place des lignes directrices interdisant la surfacturation des marchandises pendant le confinement. L'application de ces mesures a été signalée dans des juridictions comme Massaoua.
Alors que la pandémie est devenue plus grave, le gouvernement a décrété un confinement, l'interdiction de tous les vols locaux et internationaux non essentiels. Pendant l'interdiction des voyages internationaux, les Érythréens de retour sont soumis à une quarantaine obligatoire ; au 16 juin 2020, 3 405 personnes étaient toujours en quarantaine dans 47 centres de quarantaine du pays.

## Réponse de la diaspora
Les communautés de la diaspora ont envoyé d'importants volumes d'argent pour soutenir les efforts de secours dans le pays. Par exemple, les Érythréens américains (en) ont envoyé au moins 4 millions de dollars, selon l'ambassade américaine en Érythrée.